# Agamer
Agamer (Agamidae) er en familie af øgler med 55 slægter og omkring 400 arter. De er udbredte i Afrika (undtaget Madagaskar), Asien, Australien og Sydeuropa. Agamerne ligner leguanerne i Amerika og udfylder de samme økologiske nicher.

## Udseende
Størrelser varierer meget hos forskellige arter. Den australske Pogona microlepidota er kun 14 cm, mens Almindelig sejlfinne-øgle kan have en længde på 145 cm. Agamer har sædvanligvis et stort trekantet hoved, lang hale og veludviklede, stærke ben. Mange har skarpe kløer til at grave med eller klatre i træer. Synet er altid godt, og som ved kamæleoner og leguaner kan nogle arter hurtigt skifte farve. I modsætning til mange andre øgler kan agamer ikke afkaste halen ved at knække den mellem to led. Nogle arter kan derimod afkaste halen ved at knække den i et led, men i så fald vokser halen aldrig ud igen. Det er almindeligt med hagelapper og hudfolder. Enkelte agamer har særligt udviklede hudfolder, som flyvehuden hos flyveagamerne eller kraven på kraveagamen. Mange har forstørrede skæl med takker langs ryggen og på halen.
Mange agam-arter kan ændre deres farver i et vist omfang for at regulere kropstemperaturen. Hos nogle arter har hannen kraftigere farver end hunnen, og farverne spiller en rolle ved signalering og reproduktiv adfærd.

## Levevis
Agamer har tilpasset sig alle slags områder med varmt klima. Mange lever i ørkener, men de er også almindelige oppe i træerne i tropiske regnskove. Mindst en art, den australske Rankinia diemensis, kan også findes i koldere områder.
Nogle agamer er delvist vandlevende og lever i og ved bredden af ferskvand.
Agamer spiser mest insekter og andre smådyr, men nogle er delvist planteædende. Næsten alle arter lægger æg.
Agamer har som regel territorier, og hannerne vogter deres område fra en plads med god udsigt. Forsvar af territoriet sker ved at give visuelle tegn til indtrængende. Det kan gøres ved farveskift, ved at løfte et forben og bevæge det i en cirkel, eller ved at vise hageklap eller rygkam.

## Systematik og udbredelse
Agamer findes i det kontinentale Afrika, Australien, det sydlige Asien og mindre hyppigt i varme områder af Europa. Der er ikke agamer i Amerika eller på Madagaskar. Udbredelsen er således modsat leguanerne som netop findes i disse områder, men ikke hvor der findes agamer.
Agamerne inddeles i 6 underfamilier:
- Agaminae: 124 arter[4] i Afrika, Asien og Australien. F.eks. Almindelig agam, Nordafrikansk tornhaleagam.
- Amphibolurinae: 100 arter[5] i Australien og Sydøstasien. De har skarpe skæl, og lever ofte i flade sandede områder. F.eks. Grøn vandagam, Krave-agam, Molok, Skægagamer.
- Draconinae: 191 arter[6] i Syd- og Sydøstasien. Nogle gange medregnet til Agaminae. F.eks. Indisk pragtøgle, Almindelig flyvende øgle.
- Hydrosaurinae: 3 arter[7] i slægten Sejlfinne-øgler i Papua Ny Guinea, Filippinerne og Indonesien. F.eks. Filippinsk sejlfinne-øgle.
- Leiolepidinae: 9 arter[8] i slægten Leiolepis i Sydøstasien.
- Uromastycinae: 18 arter[9] i slægterne Saara and Uromastyx i Afrika og Sydasien.